# Kaş

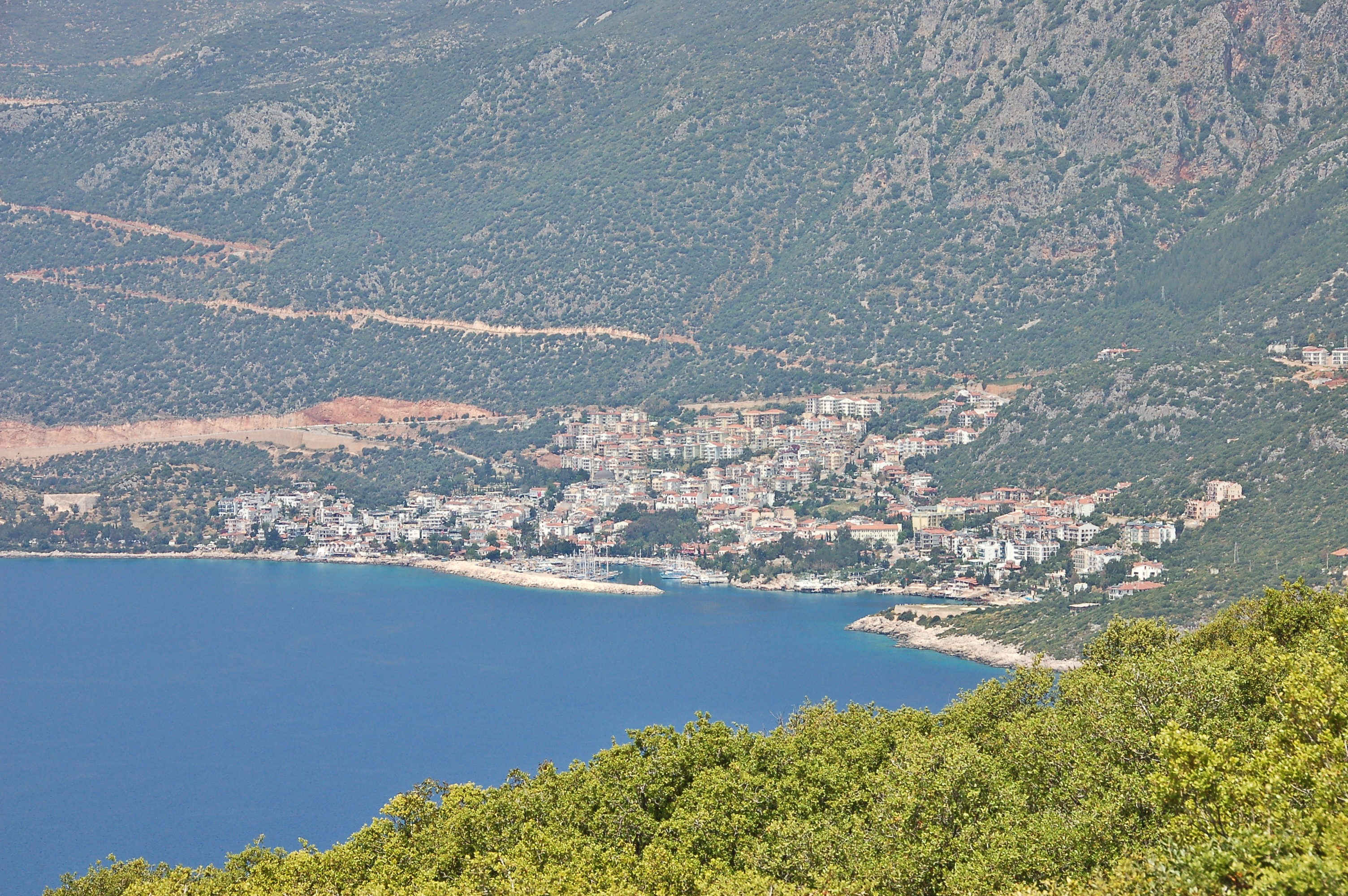
Kaş

Kaş (pronunciado 'Kash') é uma pequena vila piscatória, e um distrito na Província de Antália da Turquia, situada 168 km a oeste da cidade de Antália.  A área do distrito é de 1.750 km2, e a sua população é de 62.866 (2022). Situa-se a 168 km a oeste da cidade de Antalya. Como estância turística, é considerada relativamente pouco desenvolvida.
A cidade está localizada no Mar Mediterrâneo, há 30 minutos de barco da ilha grega de Castillo Rojo.

## História
Embora a península de Teke, na Terek, estivesse ocupada desde a Idade da Pedra, Kaş parece ter sido fundada pelos Lícios e o seu nome em Lício era Habesos ou Habesa. Foi membro da Lícia, e a sua importância durante este período é confirmada pela presença de uma das mais ricas necrópolis da Lícia.[carece de fontes?]
No período helenístico e sob o Império Romano, serviu de porto de Phellos (Phellus), chamado Antiphellus (grego Αντίφελλος), nome pelo qual era conhecida na época.[carece de fontes?]
A cidade sofreu ataques árabes e foi posteriormente anexada (sob o nome de "Andifli") ao Sultanato de Rum da Anatólia, liderado pelos Turcos Seljúcidas. Após a queda dos seljúcidas, passou para o domínio dos Turcos Otomanos.[carece de fontes?]
Em 1923, devido à expulsão forçada da população de origem grega acordada na troca populacional entre a Grécia e a Turquia após a Guerra Greco-Turca (1919-1922), abandonaram a área para a Grécia.

## Geografia
Foi o décimo distrito mais populoso de Antália em 2022, localizado numa colina na costa turca do sul da Turquia. O distrito possui um clima mediterrânico típico, com verões quentes e secos e invernos suaves e chuvosos. que permite o cultivo de laranjas, limões e bananas. As zonas mais baixas foram também plantadas com flores e diversas árvores de fruto e hortícolas. Muitas são cultivadas durante todo o ano em estufas. As encostas produzem mel e amêndoas, enquanto que a altitudes mais elevadas existem grandes florestas de pinheiros. O clima é mais seco a altitudes mais elevadas. Embora a agricultura ainda seja importante, o turismo é hoje a principal fonte de rendimento do distrito, que conta com muitos hotéis e pousadas.
A aproximadamente 6 km da costa de Kaş encontra-se a ilhota grega de Kastelorizo (em turco, "Meis Adası"). que pode ser alcançado por um ferry turco diário com a opção de regressar no mesmo dia.

## Composição do distrito
Existem 54 populações (mahalle) no distrito de Kaş:
- Ağullu
- Ahatlı
- Aklar
- Akörü
- Bayındır
- Beldibi
- Belenli
- Belkonak
- Bezirgan
- Boğazcık
- Çamlıköy
- Çamlıova
- Çataloluk
- Çavdır
- Çayköy
- Cemre
- Çerler
- Çeşmeköy
- Çukurbağ
- Dereköy
- Dirgenler
- Doğantaş
- Gelemiş
- Gökçeören
- Gökçeyazı
- Gömbe
- Gürsu
- Hacıoğlan
- İkizce
- İslamlar
- Kalkan
- Karadağ
- Kasaba
- Kemerköy
- Kılıçlı
- Kılıçlıyayla
- Kınık
- Kızılağaç
- Merkez
- Ortabağ
- Ova
- Palamutköy
- Pınarbaşı
- Sarıbelen
- Sarılar
- Sinneli
- Sütleğen
- Uğrar
- Üzümlü
- Yaylapalamut
- Yeniköy
- Yeşilbarak
- Yeşilköy
- Yuvacık

## Turismo
A indústria turística concentra-se na agradável cidade de Kaş, mas existem muitas outras cidades e vilas no distrito que oferecem amplos alojamentos para os visitantes, como Kalkan e Gelemiş. O distrito pode ser acedido a partir dos aeroportos de Antalya e Dalaman, dado que Kaş não possui aeroporto.
Kaş é uma cidade com um mar azul-turquesa e ruas estreitas ladeadas por flores de jasmim. Kaş acolhe um festival anual de artes, concertos de jazz no Teatro Helenístico, e o grupo de artistas Kiln Under the Sea realiza exposições subaquáticas de cerâmica.
Kaş é um dos melhores locais da Turquia para mergulho, tanto para mergulhadores iniciantes como experientes. Existem mais de 15 centros e escolas de mergulho, a maioria dos quais localizados no porto local. Oferecem passeios guiados de mergulho para 50 pontos de mergulho na área. Os peixes e os polvos são abundantes ao longo da costa de Kaş, e as tartarugas também são encontradas lá.[carece de fontes?]
Para além da sua diversidade biológica, Kaş alberga uma variedade de vestígios históricos no fundo do mar. Além de vários naufrágios, existem seis sítios artificiais de naufrágios que podem ser visitados, os quais estão gradualmente a criar recifes artificiais e pontos de mergulho turísticos. Existem dois importantes locais de naufrágios da Segunda Guerra Mundial e da década de 1950, incluindo aeronaves e navios. Outro importante local de mergulho é o "Sítio Arqueológico de Kaş", um projeto arqueológico experimental gerido pela Sociedade de Investigação Subaquática (Sualtı Araştırmaları Derneği-SAD) em 2006. Neste projeto científico, uma reconstituição do naufrágio do Uluburun e da sua carga (um navio do final da Idade do Bronze) foi colocada debaixo de água..
Os desportos ao ar livre também atraem muitos visitantes, com atividades como:
- Caiaque no mar em Kekova
- Mountain bike na região
- Trilhos na Via Lícia
- Canyoning no Canhão de Kibris.

Às sextas-feiras, Kaş costuma receber visitantes gregos da ilha de Kastelorizo que se dirigem aos seus mercados, como o mercado central, repleto de produtos locais e das aldeias vizinhas.

## Demografia
O distrito tem uma população de 62.866 habitantes (em 2022). A cidade tem 9.084 habitantes. Outras povoações grandes são as de Kınık e Ova.

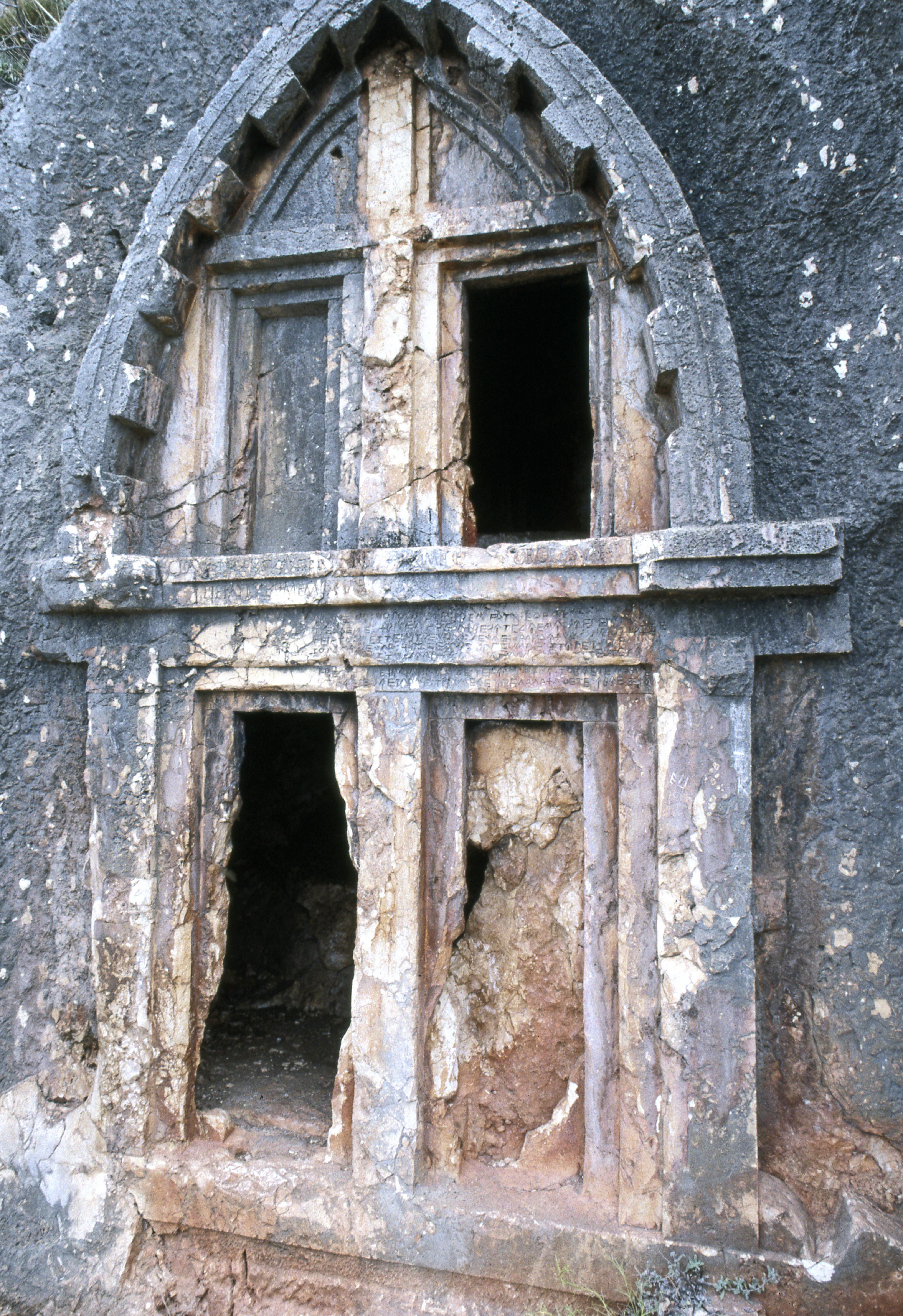
Túmulo antigo Lício em Kaş.

## Locais de interesse

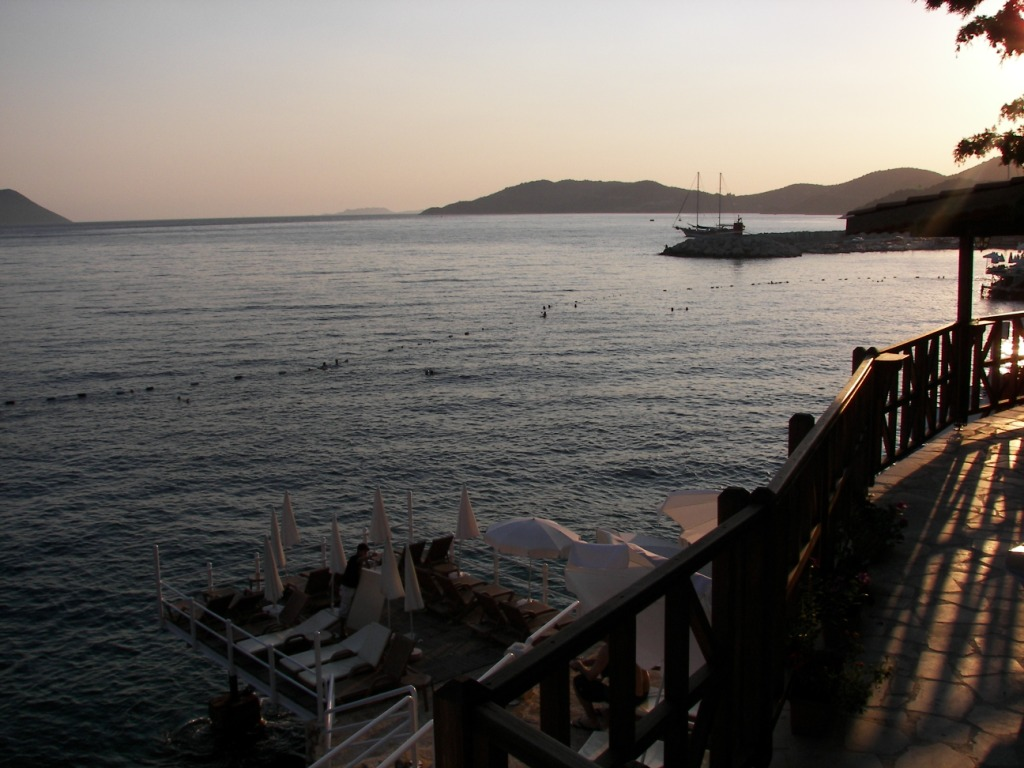
Anoitecer em Kaş

- A cidade de Kaş possui um teatro helenístico e muitos outros locais de interesse histórico, bem como praias e grutas, algumas delas subaquáticas.[carece de fontes?]
- Existe uma escultura de um tubarão localizada no fundo do mar que pode ser visitada por mergulho, bem como um naufrágio artificial de uma aeronave Douglas DC-3.[15]
- Praias famosas são: Kaputaş Plajı, a pequena Seyrek Cakil Plaji ou Belediyesi Halk Plajı[16]
- As ruínas das antigas cidades de Komba (na aldeia de Gömbe), Nisa, Kandyba, Felos, Istlada, Apolónia, Isinda e Kyaenai.
- Uma excursão regular de Kaş é à ilha de Kekova no distrito vizinho de Demre. Na sua baía, encontram-se vários naufrágios e cidades antigas que foram submersos devido a sismos que se sucederam ao longo dos séculos. Em dezembro de 2006, Kaş foi adicionada à Área de Proteção Especial Marinha de Kekova para preservar a sua rica biodiversidade.[17]